# Galadnabánya
Galadnabánya, románul: Gladna, település Romániában, a Bánságban, Temes megyében

## Fekvése
Facsádtól délre fekvő település.

## Története
Galadnabánya a középkorban Krassó vármegyéhez tartozott.
Nevét 1454-ben említette először oklevél Gladnya, Felsö-Gladna, Also-Glanda [Gladna] néven. 1464-ben Gladna, 1466-ban pr. Also Gladna, 1514-1517-ben opp. Gladna, Gladnycza, 1617-ben Gadana, 1784-ben Oláh Gladna, Német Gladna, Gladnabánya, 1808-ban Gladna (Német-), 1913-ban Galadnabánya néven írták.
1851-ben Fényes Elek írta a településről: „Német-Gladna, Krassó vármegyében, 75 katholikus, 146 óhitű lakossal, óhitű anyatemplommal. Fekszik a Bagyos hegy tövében, réz és vasbányákkal, szép tölgyes erdőséggel, középszerű földekkel”
A trianoni békeszerződéselőtt Krassó-Szörény vármegyeFacsádi járásához tartozott.
1910-ben 317 lakosából 265 román, 27 német, 25 magyar volt. Ebből 265 görögkeleti ortodox, 49 római katolikus,  volt.